# Сафоново (Буйский район)
Сафоново — деревня в Буйском районе Костромской области. Входит в состав Барановского сельского поселения.

## География
Находится в западной части Костромской области на расстоянии приблизительно 3 км на север-северо-восток по прямой от районного центра города Буй.

## История
В 1872 году здесь было учтено 7 дворов, в 1907 году — 14.

## Население
Постоянное население составляло 77 человек (1872 год), 68 (1897), 107 (1907), 5 в 2002 году (русские 100 %), 3 в 2022.